# Lissonota pleuralis
Lissonota pleuralis là một loài tò vò trong họ Ichneumonidae.